# Örmény Szent Izsák
Örmény Szent Izsák vagy I. (Nagy) Szent Izsák vagy Sahak Partev (örményül: Սուրբ Սահակ Ա Պարթև, /Szent I. Sahak Partev/, pártusul: Sahak-i Parthaw, 348. szeptember 29., Keszaria /ma: Kayseri, Törökország/ – 439. szeptember 7., Blur, Bagrevand tartomány) az örmény apostoli ortodox egyház katolikosza volt 387 és 428 között. Az egyik számozás szerint (amelyik Júdás Tádé apostoltól indul) a 22., a másik számozás szerint (amelyik Világosító Szent Gergellyel kezdődik) a 10. volt, aki betöltötte ezt a pozíciót. A pártus származású Partev családból ő volt a 6. katolikosz.

## Származása
Izsák a keresztény I. (Nagy) Szent Nerszesz és Szanduht Mamikonján hercegnő házasságából származott. Apja révén Világosító Szent Gergely leszármazottja volt. Ő volt az ötödik katholikosz az örmény Arsakida dinasztiából Világosító Szent Gergely (301–325), I. Szent Aristaces (325–333), I. Szent Vrtanes (333–341), valamint I. Szent Huszik (341–347) után. Az atyai nagyanyja Bambis Arsakida hercegnő, VII Tigranes király nővére és III. Khosrov király leánya.

## Élete
Nagyon fiatalon elárvult, de kiváló irodalmi nevelésben részesült Konstantinápolyban, különösen a keleti nyelvek tekintetében. Miután  megválasztották pátriárkának hívei vallási és tudományos képzésének szentelte magát. Ez időben Örményország súlyos válságon esett át. 387-ben elvesztette függetlenségét, és a Bizánci Birodalom és Perzsia kettéosztotta. Mindkét részen saját örmény származású vazallus uralkodott. A Bizánci területen megtiltották az örmények számára a szír nyelv használatát, amelyen mindaddig az istentisztelet kizárólagos nyelve volt, helyette a görög nyelvet kellett használni, és az országrész fokozatosan hellenizálódott. A perzsa területrészen viszont éppen ellenkezőleg a görög volt tilos, és a szír nyelv volt az előnyben részesített. Így az ősi örmények kultúrát az eltűnés veszélye fenyegette A nemzeti egység pedig komoly veszélybe került.
Hogy mindkét részen segítsen, Izsák támogatta Szent Mesropot az örmény ábécé kialakításában. Majd elkezdték lefordítani a keresztény Bibliát. A fordítás alapját a szír Peshitta képezte, de a fordítást összevetették mind a Szeptuagintával, sőt, úgy tűnik, mind a héber szöveggel (410, 430). Az eddig szír nyelvű liturgia szövegét is lefordították örményre, de átvettek elemeket Cezáriai Szent Vazul liturgiájából is, így egy örmény színezetű sajátos liturgia jött létre. Izsák a felsőoktatást is megszervezte az Edessába, Melitenébe és Konstantinápolyba és máshová küldött tanítványai segítségével. Lefordíttatta velük a  görög és szír nyelvű irodalom legfontosabb műveit: pl. Alexandriai Szent Atanáz, Jeruzsálemi Szent Cirill, Szent Vazul és a két Szent Gergely műveit (Nazianzi és Nüsszai), továbbá Aranyszájú Szent János és Szír Szent Efrém alkotásait. Kora az örmény irodalom aranykora volt, még akkor is ha ez elsősorban kölcsönzött irodalom volt.
Izsák újjáépíttette a perzsák által lerombolt templomokat és kolostorokat. Nagylelkűen törődött az oktatás ügyével. Az I. Jazdagird szászánita király által bevezetni kívánt zoroasztrizmust megszüntette. Három  zsinatot szervezett az egyházi fegyelem helyreállítása céljából. Szent Izsák a hagyomány szerint liturgikus énekek szerzője is volt.
Két levele: a II. Theodosiushoz, illetve az Atticus konstantinápolyi pátriárkához írott maradt fenn. A neki tulajdonított,  a Konstantinápolyi Szent Proclusnak címzett harmadik levelelt  nem ő írta, az a X. században készült. A 431-ben megtartott Első Efezusi Zsinat megszervezésében sem vett részt. Még akkor sem, ha a Nesztoriosz örményországi követői és Melitenei Acatius és Rabbula tanítványai között kialakult vitában Izsák a Konstantinápolyi Egyházhoz fordult és Szent Proclustól meg is kapta a kívánt magyarázatokat.
A felvilágosul hitű Izsák pátriárka nagyon puritán életet élt. A király 426-ban rendkívül független jelleme miatt megfosztotta a pátriárkai széktől, de 430-ban visszatérhetett a pátriárkai trónra. Nagyon magas korban, 110 évesen visszavonultan érte a halál, melynek pontos időpontját nem ismerjük: valamikor 439 és 441 között következett be. Hovhannes Draskhanakerttsi szerint testét Taronba vitték, Astisat faluban temették el. Az örmény apostoli egyház több napon megemlékezik róla. Szent Izsák nős volt, felesége neve ismeretlen. Házasságukból egy Szahakanus nevű lánya született, akit egy gazdag, befolyásos örmény nemes Mamikónia Hamazasp vett feleségül.

## Fordítás
Ez a szócikk részben vagy egészben  az   Isaac of Armenia című angol Wikipédia-szócikk ezen változatának fordításán alapul.  Az eredeti cikk szerkesztőit annak laptörténete sorolja fel. Ez a jelzés csupán a megfogalmazás eredetét és a szerzői jogokat jelzi, nem szolgál a cikkben szereplő információk forrásmegjelöléseként.
| Elődje I. Aspuraces | Echmiadzin Szentszékének és minden ÖrményekKatholikosza 387–428 | Utódja Örmény Brkisho |